# Bundesstraße 264
De Bundesstraße 264 is een bundesstraße in de Duitse deelstaat Noordrijn-Westfalen.
De B264 is 45 kilometer lang en loopt parallel aan de A4, die hij eenmaal kruist.

## Routebeschrijving

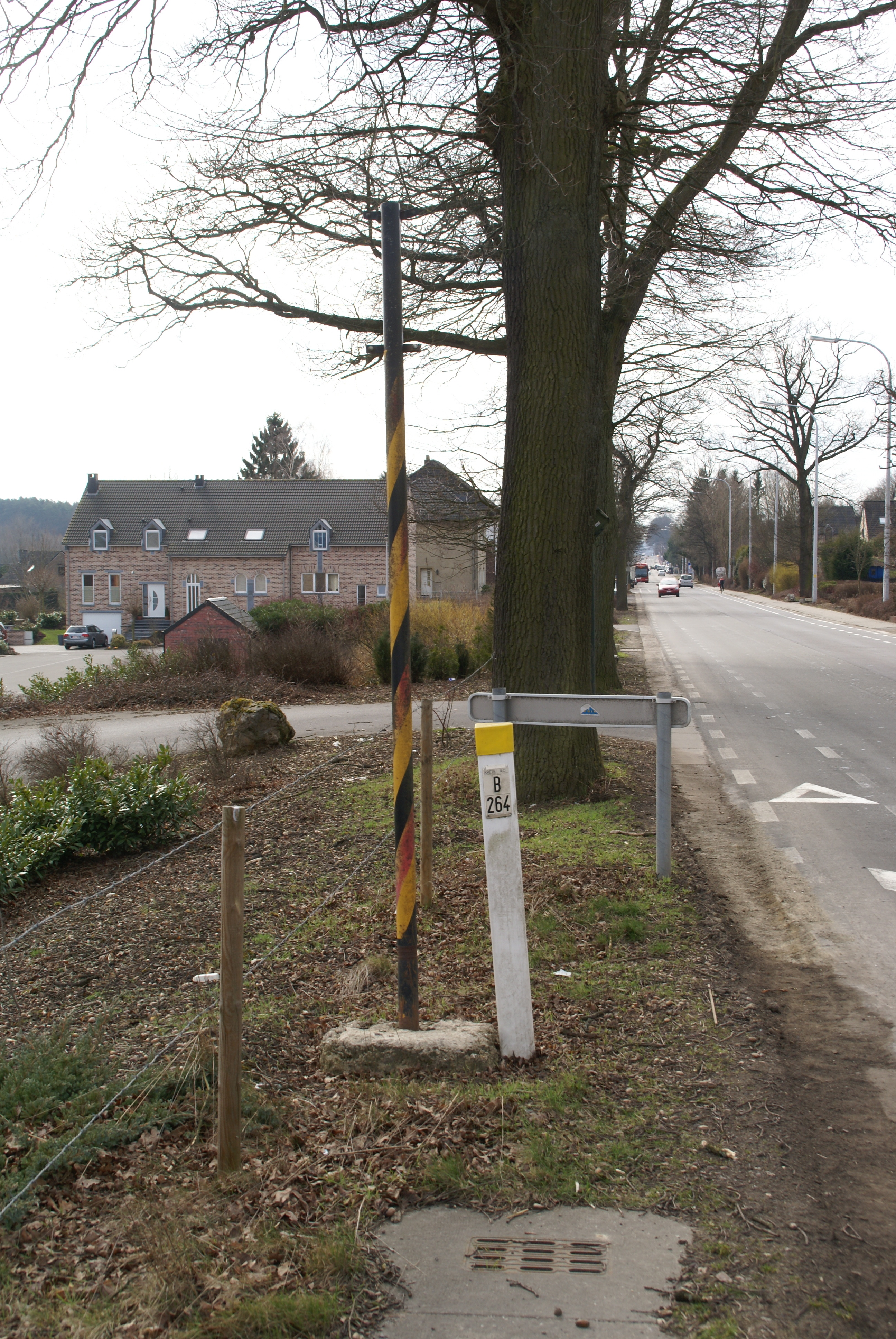
Belgische-Duits grens

De weg begint aan de Belgische grens ten zuiden van de deelgemeente Bildchen van Aken waar ze overgaat in de N3 en loopt door de stad tot een afrit Aachen-Europaplatz. In de stad Aken is er een samenloop met de B1.
Vervanging
Tussen afrit Aachen-Europaplatz en afrit Eschweiler-Ost is de weg vervangen door A544 en A4.
Voortzetting
Vanaf loopt de B264 door het oosten van Eschweiler en Langerwehe, door Düren waar de B399 aansluit en er een korte samenloop is met de B56, langs Blatzheim waar men op de rondweg een korte samenloop kent met de B477 en afrit Türnich waar de B264 aansluit op de A61.

## Geschiedenis
De B264 was voorheen de hoofdroute tussen Aachen en Köln en had voor het tijdperk van autosnelwegen een doorgaand belang, mede richting de industriële centra van Wallonië. Dit belang nam na de bouw van de A4 en A44 sterk af, waardoor de weg ook bijna nergens hoogwaardig is uitgebouwd. Het is onduidelijk waarom de aansluiting Türnich als klaverbladknooppunt is uitgebouwd, daar deze pas in 1987 is opengesteld, veel later dan de parallelle A4.

## Verkeersintensiteiten
In 2005 staken dagelijks zo'n 10.000 voertuigen de grens met België over. De exacte intensiteiten in Aken zijn niet bekend. Het deel door Eschweiler en Düren telt zo'n 13.000 voertuigen per etmaal, met 10.000 voertuigen ter hoogte van het annsluiting Türnich. Dit liep op naar 18.000 voertuigen tussen Frechen en Keulen.
B1 · B3 · B7 · B8 · B9 · B10 · B26 · B27 · B35 · B37 · B38 · B39 · B40 · B41 · B42 · B43 · B43a · B44 · B45 · B47 · B48 · B49 · B50 · B51 · B52 · B53 · B54 · B55 · B55a · B56 · B56n · B57 · B58 · B59 · B61 · B62 · B63 · B64 · B65 · B66 · B66n · B67 · B68 · B70 · B80 · B83 · B84 · B219 · B220 · B221 · B223 · B224 · B225 · B226 · B227 · B228 · B229 · B230 · B231 · B233 · B234 · B235 · B236 · B237 · B238 · B239 · B241 · B249 · B250 · B251 · B252 · B253 · B254 · B255 · B256 · B257 · B258 · B259 · B260 · B261 · B262 · B263 · B264 · B265 · B266 · B267 · B268 · B269 · B270 · B271 · B272 · B274 · B275 · B277a · B278 · B279 · B284 · B288 · B323 · B324 · B326 · B327 · B399 · B400 · B403 · B405 · B406 · B407 · B409 · B410 · B411 · B412 · B413 · B414 · B416 · B417 · B418 · B419 · B420 · B421 · B422 · B423 · B424 · B426 · B427 · B428 · B429 · B448 · B449 · B450 · B451 · B452 · B453 · B454 · B455 · B456 · B457 · B458 · B459 · B460 · B469 · B473 · B474 · B475 · B476 · B477 · B478 · B479 · B480 · B481 · B482 · B483 · B484 · B485 · B486 · B487 · B488 · B489 · B499 · B504 · B506 · B507 · B508 · B509 · B510 · B511 · B513 · B514 · B515 · B516 · B517 · B519 · B520 · B521 · B525 · B528 · B611